# Phú Bài
Phú Bài là một phường thuộc thành phố Huế, Việt Nam.

## Địa lý
Phường Phú Bài nằm ở trung tâm thị xã Hương Thủy, có vị trí địa lý:
- Phía đông giáp xã Thủy Phù và xã Thủy Tân
- Phía tây giáp phường Thủy Châu
- Phía nam giáp xã Thủy Phù và xã Phú Sơn
- Phía bắc giáp phường Thủy Châu và phường Thủy Lương.

Phường Phú Bài có diện tích 15,70 km², dân số năm 2010 là 14.174 người, mật độ dân số đạt 903 người/km².
Trên địa bàn phường có sân bay quốc tế Phú Bài.

## Lịch sử
Trước đây, Phú Bài là thị trấn huyện lỵ huyện Hương Thủy.
Thị trấn Phú Bài được thành lập vào ngày 6 tháng 1 năm 1983 trên cơ sở tách thôn Phủ Lương thuộc xã Thủy Châu; thôn 1, thôn 2 thuộc xã Thủy Lương và sân bay Phú Bài. Khi mới thành lập, thị trấn thuộc huyện Hương Phú.
Ngày 29 tháng 9 năm 1990, huyện Hương Thủy được tái lập, thị trấn Phú Bài trở thành huyện lỵ huyện Hương Thủy.
Ngày 10 tháng 6 năm 2009, Bộ Xây dựng ban hành Quyết định 659/QĐ-BXD về việc công nhận thị trấn Phú Bài mở rộng là đô thị loại IV.
Ngày 9 tháng 2 năm 2010, Chính phủ ban hành Nghị quyết 08/NQ-CP. Theo đó, chuyển huyện Hương Thủy thành thị xã Hương Thủy và thành lập phường Phú Bài trên cơ sở toàn bộ 1.570 ha diện tích tự nhiên và 14.174 người của thị trấn Phú Bài.
Ngày 30 tháng 11 năm 2024:
- Quốc hội ban hành Nghị quyết số 175/2024/QH15[5] về việc thành lập thành phố Huế trực thuộc trung ương trên cơ sở toàn bộ diện tích và dân số tỉnh Thừa Thiên Huế (nghị quyết có hiệu lực từ ngày 1 tháng 1 năm 2025).
- Ủy ban Thường vụ Quốc hội ban hành Nghị quyết số 1314/NQ-UBTVQH15[6] về việc sắp xếp đơn vị hành chính cấp huyện, cấp xã của thành phố Huế giai đoạn 2023 – 2025 (nghị quyết có hiệu lực từ ngày 1 tháng 1 năm 2025). Theo đó, phường Phú Bài thuộc thị xã Hương Thủy.